# Apalocnemis discreta
Apalocnemis discreta är en tvåvingeart som beskrevs av Collin 1933. Apalocnemis discreta ingår i släktet Apalocnemis och familjen Brachystomatidae. Inga underarter finns listade i Catalogue of Life.